# 11685 Adamcurry
11685 Adamcurry este un asteroid din centura principală de asteroizi.

## Descriere
11685 Adamcurry este un asteroid din centura principală de asteroizi. A fost descoperit pe 20 martie 1998 la Socorro, New Mexico, în cadrul proiectului LINEAR. Asteroidul prezintă o orbită caracterizată de o semiaxă mare de 2,37 ua, o excentricitate de 0,10 și o înclinație de 5,1° în raport cu ecliptica.